# Auswirkungen der COVID-19-Pandemie auf die Gesundheitsversorgung
Abseits der direkten Folgen der Krankheit hatte die COVID-19-Pandemie zahlreiche Auswirkungen auf die Gesundheitsversorgung.

## Aufschiebung von Arzt- oder Krankenhausbesuchen
Durch Verschiebung geplanter, nicht als notwendig erachteter Operationen sollte Kapazitäten in Krankenhäusern freigehalten werden. Beispielsweise waren in Italien und Spanien die Krankenhäuser bzw. das Gesundheitssystem zeitweise durch die starke Zunahme der COVID-19-Fälle überlastet.
Insbesondere in der Krebsmedizin führte dies zu Debatten darüber, welche Operationen als notwendig angesehen werden und welche nicht; zudem wird auf die damit verbundenen Risiken hingewiesen, wenn Krebs-Operationen zu lange hinaus gezögert werden. Eine Studie an 359 Kliniken aus 71 Ländern konnte darüber hinaus zeigen, dass in den ersten 12 Wochen der Pandemie weltweit 28 Millionen chirurgische Eingriffe verschoben worden mussten. Die internationale Forschergemeinschaft errechnete, dass beispielsweise in Deutschland 85 % der elektiven und 24 % aller Eingriffe bei Krebserkrankungen verschoben wurden. Im Herbst 2021 bestätigte eine Umfrage von Mainz Report bei Fachkliniken, dass Tumoren wesentlich häufiger als zuvor erst im inoperablen Stadium entdeckt werden.
In Deutschland kam es zu einem allgemeinen Rückgang bei Hausarztbesuchen, selbst bei Symptomen von Herzinfarkt und Schlaganfall. Auch sank die Bereitschaft, Blut und Blutplasma zu spenden. Die DGTI rief verstärkt auf, Blut zu spenden.

## Besucherregelungen in Deutschland
Die Länder haben strenge Besuchsregeln für Krankenhäuser erlassen. Um eine vollständige soziale Isolation von Patienten zu vermeiden, steht jedem Patienten mindestens die Möglichkeit des Besuchs durch eine definierte Person zu, sofern es aktuell kein aktives SARS-CoV-2-Infektionsgeschehen in der Einrichtung gibt. Für Bewohner von Pflegeheimen, Seniorenheimen und Einrichtungen zur Betreuung von Menschen mit Behinderungen bestanden strenge Beschränkungen. Nachdem Bewohner und Personal in den meisten Einrichtungen zweimal geimpft wurden, treten Lockerungen ein.
In Entbindungsstationen wird entsprechend der Empfehlung der WHO, nach der bei Anwesenheit einer privaten Begleitperson die Geburten im Durchschnitt einen besseren Verlauf haben, diese Praxis unter entsprechenden Sicherheitsvorkehrungen weitgehend beibehalten.

## Ausbreitung oder Verlangsamung anderer Infektionskrankheiten
Die WHO warnte davor, die Bekämpfung anderer Krankheiten während der Pandemie zu vernachlässigen. Der Kampf gegen Malaria in Subsahara-Afrika wird durch Kampagnen in der Öffentlichkeit zur Nutzung von Moskitonetzen begleitet. Fiele diese Maßnahme weg und erschwere sich gleichzeitig der Zugang zu Antimalaria-Medikamenten, könnte sich die Zahl der Malaria-Toten in dieser Region verdoppeln.
Die Grippewelle der Saison 2019/2020 in Deutschland wies mit 11 Wochen eine „vergleichsweise kürzere Dauer und eine moderate Anzahl an Influenza-bedingten Arztbesuchen“ auf. Laut dem Epidemiologischen Bulletin 16/2020 des Robert Koch-Instituts haben die bundesweiten Maßnahmen zur Eindämmung und Verlangsamung der COVID-19-Pandemie in Deutschland erheblich zum schnellen Abklingen der Influenzaaktivität und Verkürzung um mindestens zwei Wochen beigetragen. Da Kinder für die Verbreitung der jährlichen Grippe eine wesentliche Rolle spielen, sind dabei „insbesondere die Schulschließungen ab der 12. KW 2020 zu nennen“.
In Deutschland traten im Sommer 2020 mehr FSME-Fälle als gewöhnlich auf. Dies wird darauf zurückgeführt, dass Menschen sich mehr in heimischen Wäldern aufhielten und es daher vermehrt zu Krankheiten kam, die von Zecken auf Menschen übertragen werden.

## Antibiotikaresistenzen
Da COVID-19-Patienten zur Behandlung sekundärer Infektionen häufig Antibiotika bekommen, könnte dies die bereits seit Jahren zunehmende Ausbreitung der Antibiotikaresistenzen beschleunigen.

## Ernährung
Weltweit bedroht die Pandemie die Ernährungssicherheit. Vor allem Kleinkinder sind laut Angaben der WHO massiv gefährdet. Das Welternährungsprogramm schätzte im Mai 2020, dass die Zahl der unterernährten Kinder aufgrund der Pandemie um bis zu 20 % steigen werde. Der im Juli 2021 vorgelegte UN-Welternährungsbericht bestätigte, dass sich die Versorgungslage mit Nahrungsmitteln im Jahr 2020 verschlechtert hatte, mit 2,3 Milliarden Menschen, die sich nicht angemessen ernähren konnten. Davon waren 811 Millionen unterernährt, was einem Anstieg von 9,9 Prozentpunkten gegenüber 2019 entspricht.